# WWE SmackDown vs. Raw 2007
WWE SmackDown vs. Raw 2007 — компьютерная игра, разработчиком которой является Yuke's, издателем — THQ. Игра была выпущена для PlayStation 2, Xbox 360 и PlayStation Portable.Эта восьмая компьютерная игра из серии WWE, являющаяся продолжением WWE SmackDown vs. Raw 2006, и продолженная игрой WWE SmackDown vs. Raw 2008.Игра вышла в продажу в ноябре 2006 года на PlayStation 2 и Xbox 360, а версия на PlayStation Portable месяц спустя. Версия на Xbox 360 стала первой игрой в серии которая была создана на консоли седьмого поколения. Версия на PlayStation 3 также планировалась к выпуску, но была отменена.
Основой игре служит федерация профессионального рестлинга World Wrestling Entertainment (WWE). Название игры содержит названия двух брендов промоушена — SmackDown и Raw.